# Слободна трговина
Слободна трговина подразумева међународну трговину без интервенција власти.
Прецизније, слободна трговина значи неометан проток добара и услуга између држава, користимо је да бисмо одредили економску политику партија и интересних група које се залажу за повећање оваквог вида трговине. 
Релативни трошкови, корист и уживаоци користи слободне трговине предмет су академске расправе, расправе економиста, влада и интересних група.

## Шира значења слободне трговине
Слободна трговина је концепт у економији и власти који се односи на:
- међународну размену добара без царинских тарифа и других препрека (нпр. дозволе, квоте и сл.)
- међународну размену услуга без царинских тарифа и других препрека
- слободан проток радне снаге између држава
- слободан проток капитала између држава
- одсуство мера за контролу трговине (као што су порези, субвенције, уредбе и закони) које фаворизују домаће предузетнике у односу на стране.

У зависности од ширег смисла, кориштење термина слободна трговина подразумева један или више горенаведених услова. У скоро свим случајевима, нарушавање слободне трговине резултат је мера и делатности власти. Ова ограничења плод су домаћег политичког притиска од стране моћних корпоративних, еколошких или синдикалних одн. радничких интересних група.
Споразуми о слободној трговини су кључни предуслов за стварање царинских унија или слободних царинских зона.

### Када слободна размена није слободна трговина
Светска трговинска организација (СТО) оформљена је са циљем да отвори тржишта, да подстиче међународну трговину конципирану на лесе фер (laissez faire) парадигми слободне трговине. СТО подстиче стварање и контролише споразуме о слободној трговини и арбитрира у случају спорова и кршења ових споразума. СТО дефинише „слободну трговину“ као „равноправну тржишну утакмицу“, што значи да неограничена размена добара не мора увек да буде и „слободна“. На пример, ако нека земља производи авионе, и ако влада дотира истраживање и развој у тој области или поставља олакшице и лимитира набавку делова само на локално тржиште, онда то, по дефиницији СТО, представља нарушавање слободне трговине.

### Сасвим слободна трговина
Неки економисти, посебно либерално оријентисани, сматрају да је став СТО о слободној трговини превише скучен. Они сматрају да су владине олакшице у ствари облик компаративне предности те да субвенције у одређеној привредној грани које уводи једна држава не треба да буду разлог за ограничење увоза од стране друге државе.
Они сматрају да вишак вредности који се ствара код домаћих потрошача увозних добара има превагу над губитком који остварују домаћи произвођачи. Нижа цена дотираног увозног производа је у ствари нето добитак домаћих потрошача, а сам извор ове „компаративне предности“ није релевантан (узмите за пример домаћу ауто-индустрију). Према томе, закључују, било какво ограничавање увоза (чак и „половњака") у ствари штети домаћем друштву.
Оваква политика не наилази на пуно разумевања у земљама у развоју, и то због следећих разлога:
- Произвођачи су много боље организовани него потрошачи
- Вештачки „хендикеп“ страних, субвенционисаних произвођача делује мање „фер“ локалним произвођачима него нпр. природне предности (географски положај, природни ресурси, обученост и сл.)
- По теорији игара, трговинске баријере могу бити одлична стратегија за отварање иностраних тржишта домаћим произвођачима. По овом обрасцу, трговинске баријере могу послужити као преговарачки аргумент помоћу кога ће се, на основу реципроцитета, вребати удео на иностраном тржишту. Ова стратегија доноси корист и потрошачима и произвођачима земље која је спроводи.

## Историја слободне трговине
Све данас развијене земље користиле су се протекционизмом док нису стекле довољно богатства које им је обезбедило сигурну корист у слободној трговини. Дени Родрик, економиста, приметио је да „једина суштинска повезаност [између трговинских баријера и економског раста] лежи у чињеници да земље уклањају баријере тек када стекну богатство“. Велика Британија користила се протекционизмом од почетка XVIII до средине XIX века, Јапан и Јужна Кореја тек стотину година касније. Тек када је осигурала економску премоћ, Велика Британија је почела да се залаже за слободну трговину. САД су такође имале великих проблема са слободном трговином, и штитиле су своју привреду протекционизмом, па чак и царинским ратом против Британије. Амерички председник Улисис Симпсон Грант (1869—1877), осврћући се на британску политику слободне трговине, изјавио је једном приликом,: „Када, након 200 година, изађемо из протекционизма, једино што ћемо моћи понудити свету је - слободна трговина“.